# João Rodrigues Portocarreiro
João Rodrigues Portocarreiro foi um nobre e Cavaleiro medieval português, Rico-homem e Senhor do Paço de Pombal e Portocarreiro. 
Este João Rodrigues Portocarreiro não deve ser confundido com João Rodrigues Portocarreiro, que foi senhor de Vila Real.

## Relações familiares
Foi filho de Rui Lourenço Portocarreiro e de Maria Anes de Soalhães, filha de D. João de Soalhães. Casou com Margarida Fernandes, filha de Fernão Gonçalves Moreira e de Maria Gomes de quem teve:
1. Fernão Anes III de Portocarreiro (? - 1274)  casado com Maria Vasques de Resende (1234 -?), filha de Vasco Martins de Resende (1320 -?) e de Mécia Vasques de Azevedo (c. 1320 -?).